# Playa de Esteiro (Mañón)
La playa de Esteiro está situada en el municipio de Mañón (parroquia de Mogor (Santa María)), en la costa de la provincia de La Coruña (Galicia, España).

## Descripción
La playa de Esteiro se encuentra en la desembocadura del río Esteiro, que deja a su izquierda la parroquia de Loiba (Ortigueira) y a su derecha la parroquia de Mogor (Mañón). Pertenece al Lugar de Importancia Comunitaria Estaca de Bares. Se ubica en un entorno rural, con sucesión de espacio dunares.
Tiene una zona abierta al mar, ventosa y con oleaje fuerte, y otra en la desembocadura del río, de aguas tranquilas. Cuenta con área recreativa.
En las proximidades se encuentran la sierra de Faladoira y el faro de Estaca de Bares.

## Accesos
Se accede desde la carretera AC-862, desviándose en la población de O Barqueiro.